# Józef Zajączek

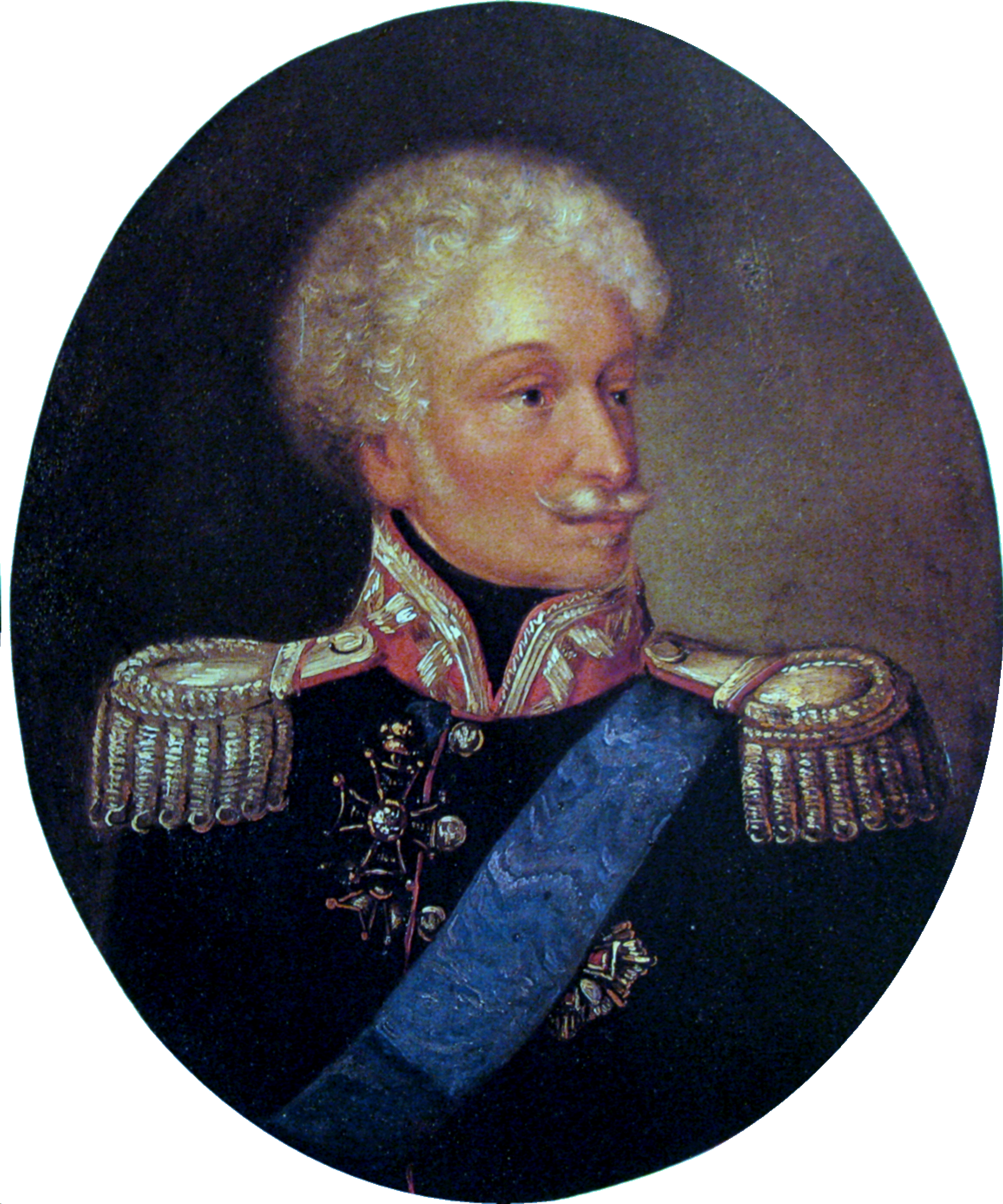
Józef Zajączek

Fürst Józef Zajączek (* 1. November 1752 in Kamieniec Podolski; † 28. August 1826 in Warschau) war ein polnischer General und Politiker.

## Leben
Zajączek wurde 1752 als Sohn von Antoni Zajączek und Marianna Cieszkowska, Mitglied der polnischen Adelsfamilie der Świnka, geboren. Im Alter von 16 Jahren trat er in die Anwaltskammer der Konföderation ein und diente dem Senator Michał Wielhorski als Sekretär.
Mit Unterstützung der Magnatenfamilie Sapieha wurde er Ordonnanzoffizier des Hetmans Franciszek Ksawery Branicki und saß als Abgeordneter der Woiwodschaft Podolien und Kiew von 1788 bis 1792 im Sejm. Bald verließ er Branickis Lager und schloss sich der Patriotischen Parteifraktion von Hugo Kołłątaj an und wurde Befürworter der neuen Verfassung vom 3. Mai 1791.

### Im Freiheitskampf Polens
Aus Unzufriedenheit mit den Reformen folgte im Mai 1792 der Einmarsch russischer Truppen in Ostpolen. Zajączek erhielt am 26. Mai das Kommando über das Reservekorps im Raum Lublin und wurde am 29. Mai zum Generalmajor befördert. Im Juni war er einer der siegreichen Befehlshaber in der Schlacht von Zieleńce, wofür er mit dem hohen Orden Virtuti Militari ausgezeichnet wurde. Im August 1793 verließ er nach dem Übertritt von Stanisław August Poniatowski mit Kościuszko und Kołłątaj das Land, um im März 1794 den Aufstand neu zu entfachen. Zajączek erhielt vom Aufstandsführer Kościuszko das Kommando der Kleinpolnischen Division und nahm am 4. April an der siegreichen Schlacht bei Racławice teil. Am 6. April 1794 wurde er zum Generalleutnant befördert, unterlag am 8. Juni aber in der Schlacht von Chełm und musste nach Lublin zurückgehen. Mitte Juni vereinigte er sich mit den Streitkräften Kościuszkos und führte in der glücklosen Schlacht von Gołków (9. bis 10. Juli). Darauf wurde er Kommandeur der Verteidigung von Warschau und unterlag den russischen Truppen am 4. November in der Schlacht bei Praga (1794). Er floh nach Galizien, wo er von Österreichern interniert wurde. Ein Jahr später wurde er freigelassen und ging ins Exil nach Paris.

### Militärdienst in Frankreich
In der Hoffnung das revolutionäre Frankreich zur Unterstützung der polnischen Sache zu gewinnen, meldeten sich viele Polen zum Dienst in der französischen Revolutionsarmee, was schließlich zur Gründung der Polnischen Legionen in Italien führte, die von General Dąbrowski befehligt wurden. Am 8. März 1797 wurde er zum Brigadegeneral der französischen Armee ernannt. Er nahm an Bonapartes Ägyptischer Expedition von 1798 teil und schlug am 25. Januar 1800 die Mamlucken unter Murad Bey in der Schlacht von Sédiman. Er kämpfte unter General Menou in der Schlacht bei Kanopus (21. März) und wurde im Mai 1801 zum Divisionsgeneral befördert, beteiligte sich an der erfolglosen Verteidigung von Alexandria und kehrte nach Frankreich zurück. Im Jahr 1802 wurde er zum Kommandeur der französischen 2. Division ernannt und im folgenden Jahr 1803 mit dem Ritterkreuz der Ehrenlegion ausgezeichnet.

### Weitere Karriere
Seit 1807 verwaltete Zajączek, als zukünftiger Vizekönig des Königreichs Polen, die Region Opatówek. Er weigerte sich zunächst unter dem ihm verhassten Fürst Poniatowski zu dienen und verweigerte zunächst das Tragen einer polnischen Uniform sowie dem neu etablierten Herzogtum Warschau den Eid zu leisten. Erst nach direkter Anordnung des französischen Marschalls  Davout diente er der alten polnischen Armee als General und erhielt auch das Kommandeurkreuz des Ordens Virtuti Militari verliehen. Im Feldzug von 1809 befehligte er mehrere Formationen im Polnisch-österreichischen Krieg und erlitt am 11. Juni die einzige bedeutende Niederlage in der Schlacht von Jedlińsk. Er verblieb in der polnischen Armee, befehligte die polnische 2. Division und organisierte die Truppen für den erwarteten Konflikt mit Russland.

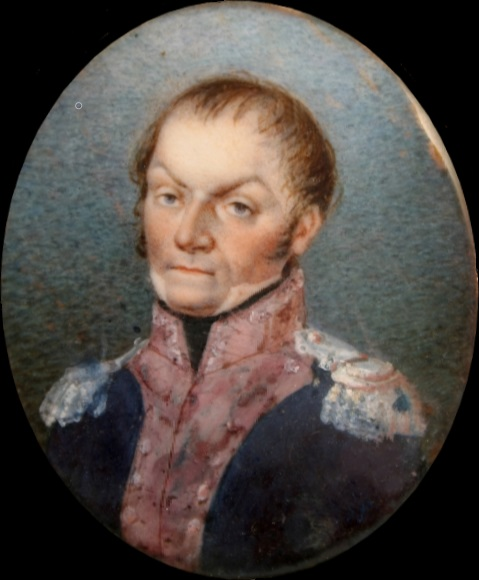
Zajączek als Statthalter von Kongreßpolen, Miniatur

Bei Napoleons Russlandfeldzug von 1812 hatte er das Kommando über die 16. Division im V. Armeekorps unter Poniatowski und kämpfte während der Schlacht um Smolensk und Borodino.
Nachdem Fürst Poniatowski in der Schlacht bei Tarutino verwundet worden war, übernahm Zajączek am 1. November die Führung. Er führte das V. Korps interim in der Schlacht von Wjasma und bei Krasnoje. Während der Schlacht an der Beresina (26. November 1812) schwer verwundet, musste der Generalarzt Larrey zur Rettung seines Lebens, die Amputation seines Beines vornehmen. Nicht mehr ausreichend transportfähig, geriet er beim Rückzug in russische Gefangenschaft. Er konnte später das Vertrauen des Zaren Alexander I.. gewinnen, der ihn 1815 zum Statthalter (Namiestnik) in Kongresspolen einsetzte und ihn 1818 zum Fürsten von Polen erhob.
Im Warschauer Königsschloss ließ Zajączek den Königstrakt von Jan Chrystian Aigner für die Militärwache umbauen. Im Frühjahr 1826 erkrankte Zajączek schwer, am 25. Juli verlor er das Bewusstsein und verstarb am Morgen des 28. Juli im Warschauer Regentenpalast. Er wurde in Opatówek bei Kalisch bestattet, sein Herz verblieb in der Bernhardinerkirche in Warschau.